# Friedrich Brunstäd
Hermann Friedrich Theodor Brunstäd (Hannover, 22 juli 1883 – Willershagen, 2 november 1944; ook wel: Friedrich Brunstädt) was een Duits luthers theoloog en filosoof.

## Biografie

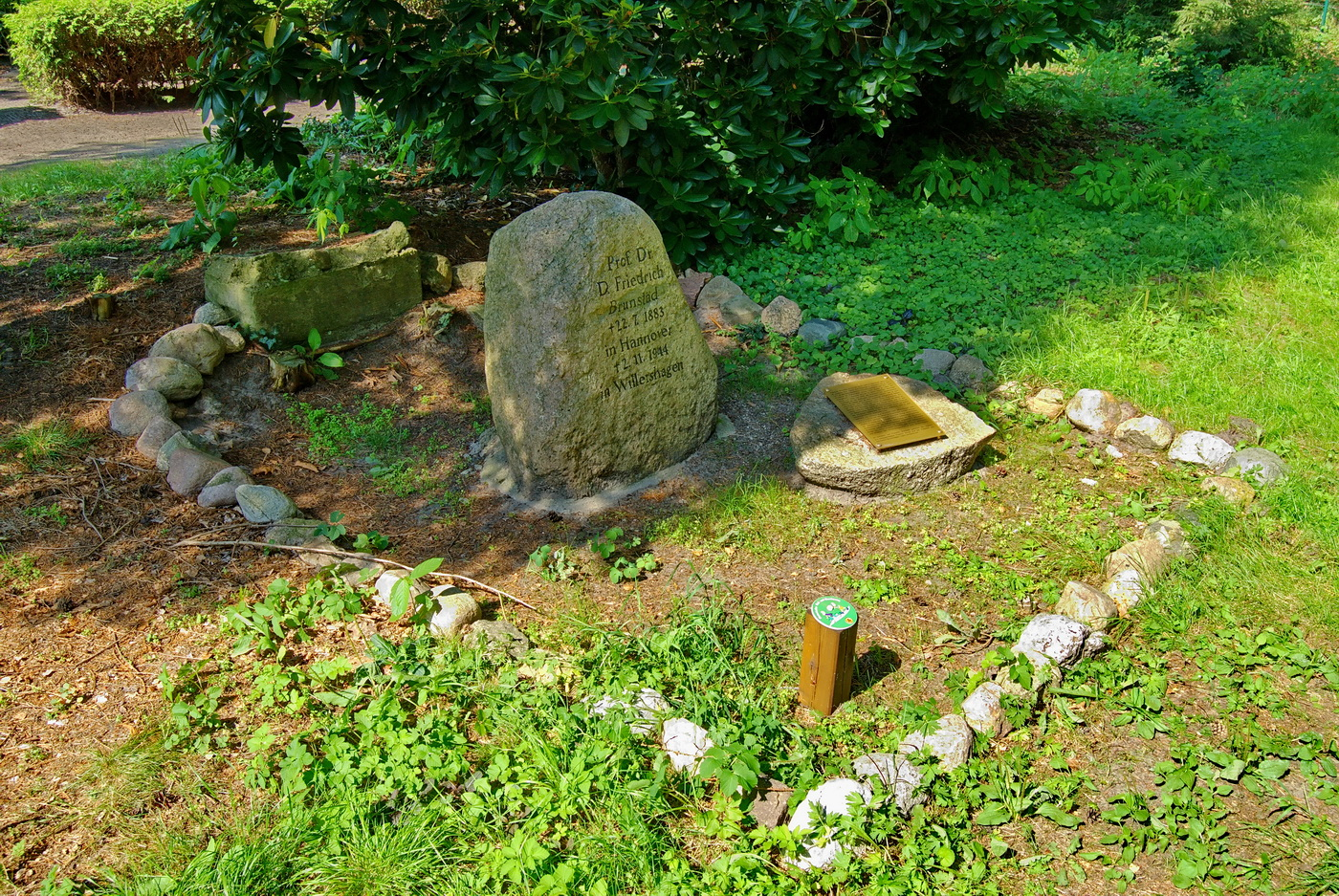
Gedenksteen op de begraafplaats van Gelbensande

Brunstäd werd als zoon van een meubelfabrikant geboren. Hij studeerde van 1901 tot 1902 in Heidelberg. Daarna studeerde hij tot 1909 filosofie, geschiedenis, moderne talen, staatswetenschappen en theologie in Berlijn. In datzelfde jaar promoveerde Friedrich Brunstäd tot doctor, werd in 1911 privaatdocent en zeven jaar later werd hij hoogleraar filosofie in Erlangen. In 1925 aanvaardde hij de baan van hoogleraar systematische theologie in Rostock. In het jaar 1930 was Friedrich Brunstäd de 882e rector magnificus op de universiteit van Rostock.
Na zijn functie in Rostock was hij oprichter en van 1922 tot 1934 leider van de Evangelisch-Sozialen Schule, volwasseneneducatie in het Evangelisches Johannesstift in Berlin-Spandau. Tot het verbod in 1934 was hij algemeen directeur van de Kirchlich-Sozialen Bundes.
Brunstäd was een zelfstandige voorstander van de Luther-Renaissance; zijn belangrijkste bijdrage daaraan was de ontwikkeling van een godsdienstfilosofie, die Luther associeerde met Hegel en Kant. Alsmede een cultuurtheologie, die uitging van de Gemeinschaft freier Gewissen in Gott als Grund und Ziel der Kultur. Tot 1929 was Brunstäd in de politiek actief voor de Duitse Nationale Volkspartij. Tijdens de Kirchenkampf stond hij aan de zijde van de Bekennende Kirche. Hij nam in 1935 aan de Bekenntnissynode in Mecklenburg deel. Na de vernietiging van zijn huis in Rostock door een geallieerd bombardement verhuisde hij terug naar Gelbensande, waar hij na lange ziekte op 61-jarige leeftijd overleed.

## Publicaties (selectie)
- Die Staatsideen der politischen Parteien (1920)
- Die Idee der Religion. Prinzipien der Religionsphilosophie (1922)
- Die Kirche und ihr Recht (1935)
- Eigengesetzlichkeit des Wirtschaftslebens (1925)